# Salah Abdeslam
Salah Abdeslam (em árabe: صلاح عبد السلام; Bruxelas, 15 de setembro de 1989) é um terrorista francês, nascido na Bélgica (mas de origem marroquina), famoso por ser considerado como um dos responsáveis pelos ataques terroristas de novembro de 2015 em Paris.
Salah é considerado por testemunhas como uma pessoa que possuía uma vida desregrada, cheia de excessos, e excessivamente enérgico. Seu comportamento mudou cerca de seis meses antes dos ataques, quando ele passou a ser mais religioso, dedicando-se às orações da religião muçulmana.
Ele é apontado como o responsável pela logística do grupo terrorista que atacou Paris em 13 de novembro de 2015. Ele teria alugado o carro Volkswagen Polo encontrado próximo à casa de show Bataclan e que teria sido usado pelos autores do ataque. Seu cartão de crédito também pagou pela estadia de dois quartos de hotel em Alfortville, perto de Paris, onde os jihadistas estiveram pouco antes dos atentados. Horas após o atentado ele chegou a ser parado pela polícia, mas foi liberado em seguida. Assim que perceberam o erro, as autoridades passaram a persegui-lo. De acordo com os promotores franceses envolvidos no caso, Abdeslam admitiu ter tido a intenção de realizar um ataque suicida com explosivos no Stade de France, durante a partida entre França x Alemanha. O Stade de France foi um dos alvos dos ataques em Paris, em 13 de novembro.
Salah permaneceu foragido por 4 meses após os atentados, sendo preso no bairro de Molenbeek, em Bruxelas. O bairro é conhecido por ter grande concentração de imigrantes, e supostamente por abrigar células terroristas.  A Europol tinha Abdeslam em primeiro lugar em uma lista de 57 criminosos procurados, listados publicamente pela organização em janeiro de 2016.
O irmão de Salah, Brahim, morreu nos atentados ao detonar os explosivos que carregava junto ao corpo.
Preso em 2016, está em Fleury-Mérogis, a maior prisão da Europa. Vive controlado por câmaras de vigilância durante 24 horas por dia, sete dias por semana. Desde que foi preso, nem uma palavra: Abdeslam não fala com os guardas prisionais, não fala com os advogados e não falou em nenhum interrogatório; vive sem qualquer contacto com os outros prisioneiros.
Passa o tempo fechado na cela, deitado na cama, obcecado com limpar tudo aquilo que está à sua volta, principalmente alimentos. O facto de Abdeslam não comunicar já fez com que dois dos advogados contratados inicialmente tenham renunciado, convencidos de que nunca irá falar.
O seu ex-advogado  Sven Mary descreveu-o recentemente como um "imbecil de Molenbeek" com "a inteligência de um cinzeiro".  Ele não esconde seu desprezo por Abdeslam, saído do mundo do pequeno crime: "mais um seguidor do que um líder." 

## Condenação
Em 29 de junho de 2022, Abdeslam foi condenado à prisão perpétua sem liberdade condicional por um tribunal francês por crimes de homicídio e tentativa de homicídio com uma organização terrorista, entre outras acusações.